# جامعة بوليسكي الوطنية
جامعة بوليسكي الوطنية مؤسسة تعليم عالي أوكرانية، (بالأوكرانية: Поліський національний університет) هي جامعة تقع في زيتومير أوبلاست، أوكرانيا. تأسست هذه الجامعة في سنة 1922